# Anangu Pitjantjatjara Yankunytjatjara
La Anangu Pitjantjatjara Yankunytjatjara è una Local Government Area che si trova in Australia Meridionale, amministrata da popolazioni aborigene. Essa si estende su una superficie di 102.650 chilometri quadrati e ha una popolazione di 2.230 abitanti. La sede del consiglio si trova a Umuwa.
Questo LGA venne istituito nel 1981  in seguito al cosiddetto Land Right Act e al suo interno vivono persone appartenenti alle tribù Pitjantjatjara, Yankunytjatjara e Ngaanyatjarra.